# Oberst

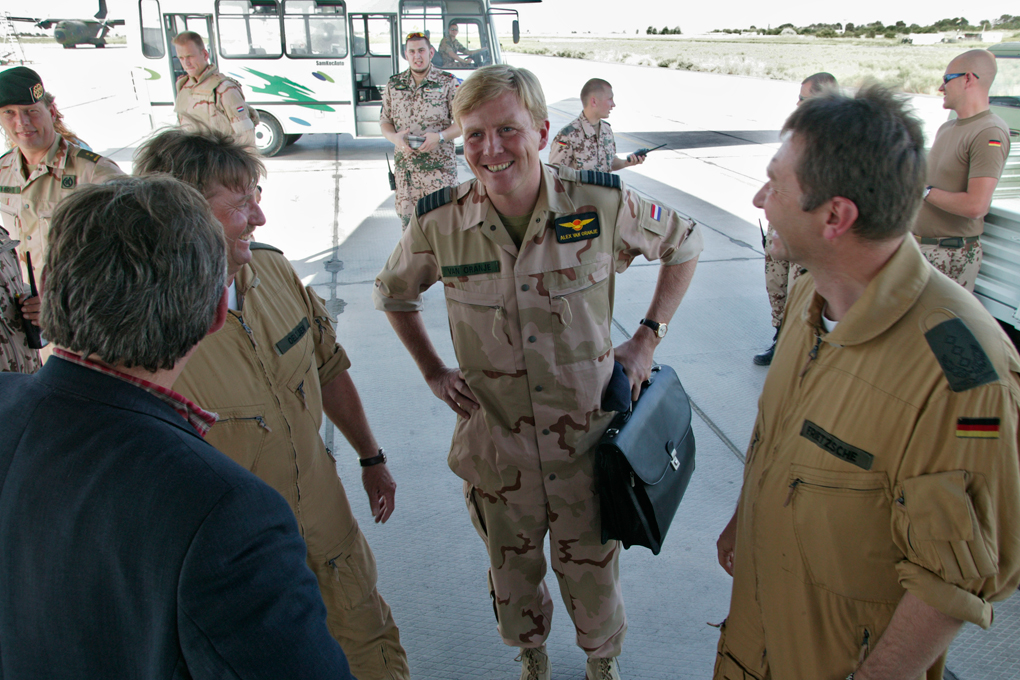
Der damalige Prinz und heutige niederländische König Willem-Alexander (Mitte) im Rang eines Kolonels im Gespräch mit einem deutschen Oberst der Luftwaffe (rechts)

Der Oberst ist ein Dienstgrad der Bundeswehr, des Bundesheeres, der Schweizer Armee und weiterer moderner und früherer Streitkräfte. Bei den Wachkörpern Österreichs ist der Oberst eine Verwendungsbezeichnung.
In vielen Streitkräften finden sich mit dem deutschen Oberst vergleichbare Dienstgrade, die häufig auf das lateinische columnella (Verkleinerungsform von columna, deutsch Säule) zurückgehen und daher ähnlich wie das englische und französische colonel lauten.

## Bezeichnung und Wortherkunft

### Oberst

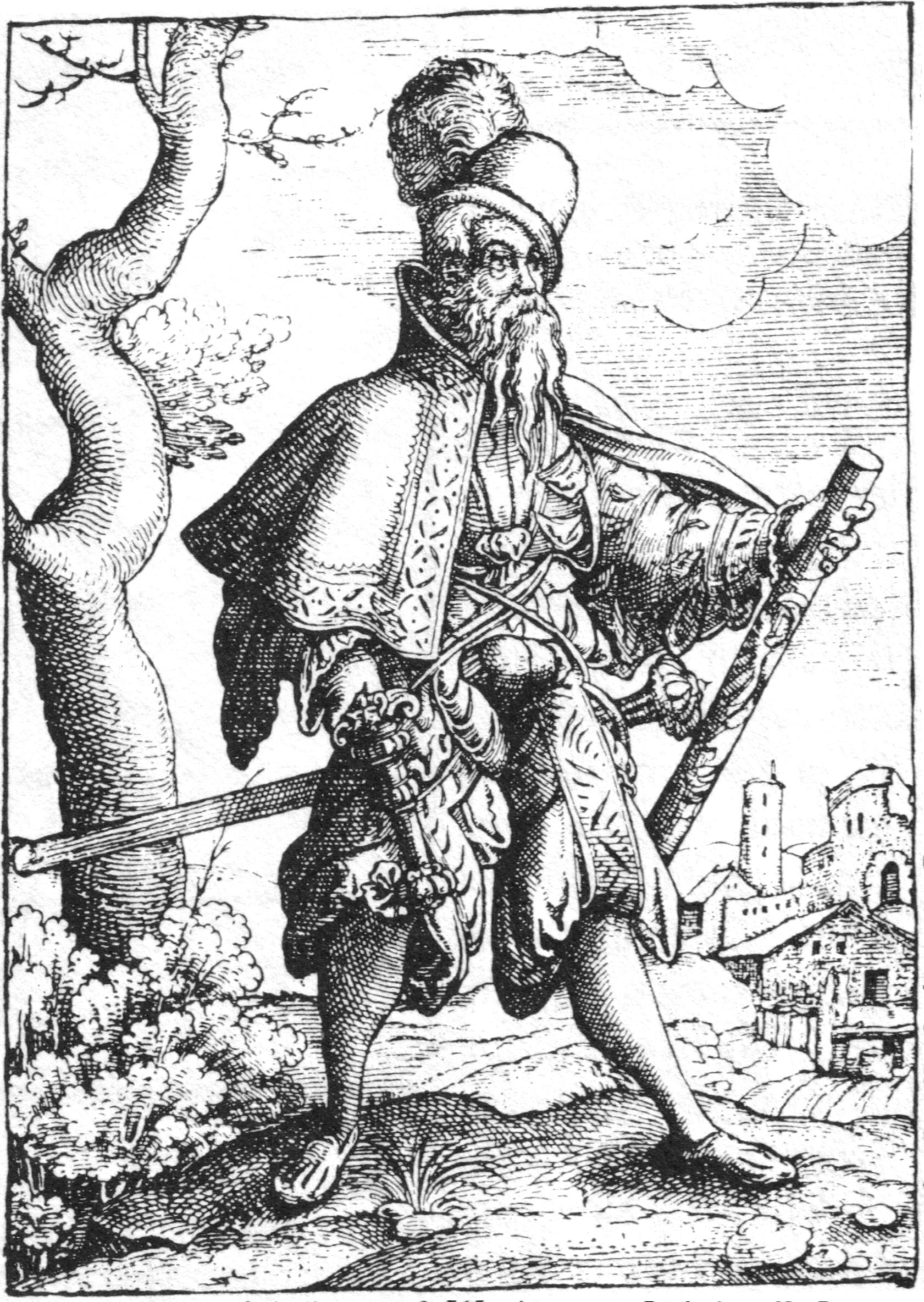
Obrist der Landsknechte (Kupferstich von Virgilius Solis)

Die Dienstgradbezeichnung „Oberst“ geht auf den Superlativ von „oben“ zurück. Die Bezeichnung rührt daher, dass wegen der Zunahme der Mannstärke und Waffengattungen einer Armee des 16. Jahrhunderts die Führung der durch (Feld-)Hauptleute geführten Fähnlein schwieriger wurde, Kriegsherren daher etwa zehn Fähnlein (etwa 4000–5000 Landsknechte) zu einem Regiment gruppierten und als Vorgesetzten der (Feld-)Hauptleute einen „Obersten (Feld-)Hauptmann“ bestimmten. Daraus entwickelte sich die Kurzbezeichnung „Obrist“ und im 18. Jahrhundert in Preußen und Österreich die bis heute gebräuchliche Dienstgradbezeichnung „Oberst“. Bis 1945 wurde der Dienstgrad im Deutschen Reich üblicherweise mit „Obst.“ abgekürzt.
In den skandinavischen Sprachen werden entlehnte Bezeichnungen verwendet (dänisch/norwegisch oberst, schwedisch överste, finnisch eversti).

### Colonel
Die englische und französische Dienstgradbezeichnung Colonel geht ebenso wie gleich oder ähnlich lautende Bezeichnungen in den meisten romanischen Sprachen (z. B. italienisch Colonnello, spanisch und portugiesisch Coronel) auf das lateinische Wort columnella zurück. Im Militärwesen wurde diese Bezeichnung zum Begriff für eine militärische Formation, der mit dem Lehnwort „Kolonne“ auch Eingang ins Deutsche fand.
In Rom war columnella allerdings keine Rangbezeichnung. Erst im italienischen Militär bildete sich daraus im 16. Jahrhundert die Bezeichnung colonnello als Titel eines militärischen Führers. Vermutlich war colonnello die Kurzform für die Verwendungsbezeichnung colonnello capitano (deutsch: „Hauptmann einer Kolonne“, Kolonnenführer). Auch im spanischen Militär kam der Begriff Kolonne unter Ferdinand II. als colunela in Gebrauch. Die damaligen spanischen Kolonnen bestanden aus knapp 1000 bis 1250 Mann, ihr Anführer war der cabo de colunela (deutsch: „Haupt einer Kolonne“, Kolonnenführer). Im Französischen tauchte der Begriff im 17. Jahrhundert in der Variante colonel auf. Die Briten übernahmen die Bezeichnung colonel aus dem französischen Heerwesen. Die Aussprache schliff sich in England im Laufe der Zeit zum heutigen ˈkəːn(ə)l ab.

### Polkownik
Im Russischen lautet die traditionelle Bezeichnung des Dienstrangs Polkownik (russisch Полковник = Oberst oder Kommandeur eine Regiments), ähnlich in vielen verwandten Sprachen (z. B. polnisch Pułkownik, tschechisch Plukovník, serbisch Пуковник, Pukovnik). Das Wort stammt aus der altslawischen Wurzel polk (полк = Menge, Haufen, Schwarm), was im militärischen Kontext eine Truppenansammlung (meist mit „Regiment“ übersetzt) bedeutet und mit dem deutschen Lehnwort Pulk verwandt ist; Polkownik bedeutet demnach so viel wie Chef eines Heerhaufens oder „Regimentsführer“.

### Pluralformen
Der Plural von „Oberst“ ist laut Duden meist „Obersten“ oder seltener „Oberste“. Eine besonders eindeutige Präferenz für eine der beiden Pluralformen ist im zivilen wie im militärischen Sprachgebrauch nicht auszumachen. „Obersten“ wird häufiger in Verbindung mit einem bestimmten Artikel gebraucht, während „Oberste“ stets gebraucht werden kann.

## Deutschland

### Bundeswehr
Der Dienstgrad Oberst wurde durch den Bundespräsidenten mit der Anordnung des Bundespräsidenten über die Dienstgradbezeichnungen und die Uniform der Soldaten auf Grundlage des Soldatengesetzes festgesetzt.

#### Befehlsbefugnis und Dienststellungen
In der Bundeswehr ist der Oberst ein Offiziersdienstgrad, der gemäß der Zentralen Dienstvorschrift (ZDv) A-1420/24 „Dienstgrade und Dienstgradgruppen“ zur Dienstgradgruppe der Stabsoffiziere zählt. Aufgrund der Zugehörigkeit zur Dienstgradgruppe der Stabsoffiziere können Soldaten im Dienstgrad Oberst auf Grundlage des § 4 („Vorgesetztenverhältnis auf Grund des Dienstgrades“) der Vorgesetztenverordnung innerhalb der dort gesetzten Grenzen Soldaten der Dienstgradgruppen Mannschaften, Unteroffizieren ohne und mit Portepee, Leutnanten und Hauptleuten Befehle erteilen.
Die Obersten dienen wie die meisten Stabsoffiziere vorwiegend auf Stabsposten und in der Regel nicht in der Truppe als militärische Führer. Typisch sind Verwendungen in leitenden Funktionen Dezernatsleiter, (Unter-)Abteilungsleiter oder Referatsleiter in Kommandobehörden, Ämtern oder als Referatsleiter im Ministerium. Dort sind sie fachlich abschließend verantwortlich beispielsweise für Personal- und Materialplanung, Strategieentwicklung oder Einsatzplanung. Einige Oberste sind Kommandeure (meist kleinerer) Lehreinrichtungen (im Heer beispielsweise an einer Truppenschule oder Zentren). Oberste, meist gleichzeitig Kommandeure einer Lehreinrichtung, sind häufig für die Ausbildung und Weiterentwicklung ihrer Truppengattung verantwortlich und bekleiden dazu die Dienststellung – nicht den Dienstgrad – General der Fernmeldetruppe, General der ABC-Abwehrtruppe, General der Heeresaufklärungstruppe usw. An der Führungsakademie der Bundeswehr, der Offizierschule des Heeres oder ähnlich herausgehobenen Lehreinrichtungen lehren Oberste als Dozenten. Als Militärattaché, Adjutant des Ministers oder Verbindungsoffizier (z. B. im Bundespräsidialamt) nehmen Oberste auch wichtige (militär-)politische Aufgaben wahr. In Verbänden ab Ebene Brigade dienen sie in Stäben, in Brigaden und Divisionen teils als Chef des Stabes, teils als Abteilungsleiter, die ein Führungsgrundgebiet verantwortlich bearbeiten. Auf diesen Dienstposten unterstützen sie unmittelbar den Kommandeur des Verbandes bei der Führung der Truppe. Einige Oberste, vorrangig Soldaten in den Laufbahnen des Truppendienstes, werden in der Truppe auch als militärische Führer von Verbänden eingesetzt. Typisch sind Verwendungen als Regimentskommandeur, stellvertretender Brigadekommandeur und Kommandeur Brigadeeinheiten oder (seltener) Kommandeur Divisionstruppen. In besonders herausgehobenen Bataillonen (Schlüsselbataillone wie Offizieranwärterbataillone) sind Oberste auch Bataillonskommandeure. Erfahrene Oberste werden vereinzelt auch bereits als Brigadekommandeur eingesetzt. Unter allen Militärmusikoffizieren ist in der Regel nur der Leiter des Militärmusikdienstes und des Zentrums Militärmusik der Bundeswehr Oberst; Oberst ist in der Laufbahn der Militärmusiker also de facto der Spitzendienstgrad. Einige der oben aufgeführten Oberste werden auf Dienstposten für Offiziere im Generalstabsdienst verwendet. Generalstabsoffiziere haben in der Regel bereits vor Ernennung zum Oberst einen Lehrgang für General-/Admiralstabsdienst an der Führungsakademie der Bundeswehr absolviert und zählen zum Kreis derer, die später zum Brigadegeneral aufsteigen können.
Aufgrund der geschilderten und ähnlicher Dienststellungen können Soldaten im Dienstgrad Oberst in den in der Vorgesetztenverordnung aufgezählten Fällen allen dienstlich oder fachlich unterstellten Soldaten Befehle erteilen. Kommandeure einer Ausbildungseinrichtung, Brigade- und Regimentskommandeure, Kommandeure Brigadeeinheiten usw. sind als Einheitsführer Disziplinarvorgesetzter der ihnen truppendienstlich unterstellten Soldaten gemäß Wehrdisziplinarordnung.

#### Ernennung, Besoldung und Altersgrenze
Maßgebliche gesetzliche Grundlagen für eine regelmäßige Beförderung zum Oberst – innerhalb der Dienstgradgruppe der Stabsoffiziere – ist die Soldatenlaufbahnverordnung (SLV) und ergänzend die Zentrale Dienstvorschrift (ZDv) 20/7. Zum Dienstgrad Oberst können Soldaten auf Zeit, Berufssoldaten und beorderte Reservisten ernannt werden. Voraussetzung ist die Zugehörigkeit zur Laufbahngruppe der Offiziere. Offiziere (außer Militärmusikoffiziere) können frühestens 14 1⁄2 Jahre nach Ernennung zum Leutnant zum Oberst ernannt werden; Militärmusikoffiziere frühestens zehn Jahre nach Ernennung zum Hauptmann. Eine Einstellung mit dem Dienstgrad Oberst ist mit einer der Verwendung entsprechenden Qualifikation ebenfalls möglich.
Die Obersten werden nach der Bundesbesoldungsordnung (BBesO) mit A 16, B 2 oder B 3 besoldet. Nur in herausgehobenen Verwendungen (z. B. Referatsleiter im Ministerium) ist die Besoldung nach B 3 vorgesehen. So sind im Einzelplan 14 von 2024 für Oberste 1351 Stellen vorgesehen gewesen, von denen 1052 (ca. 78 %) auf die Besoldungsgruppe A 16 entfielen, 1 (weniger als 0,1 %) auf B 2 und 298 (22 %) auf B 3.
Als besondere Altersgrenze für Oberste wurde die Vollendung des 62. Lebensjahres festgesetzt.

#### Dienstgradabzeichen
Das Dienstgradabzeichen für Oberste zeigt silbernes Eichenlaub und drei silberne Sterne (in Abgrenzung zu den goldenen Dienstgradabzeichen der Generale) als Schulterabzeichen.

#### Äquivalente, nach- und übergeordnete Dienstgrade
Den Dienstgrad Oberst führen nur Heeres- und Luftwaffenuniformträger. Marineuniformträger (außer Sanitätsoffiziere) derselben Rangstufe führen den Dienstgrad Kapitän zur See. Die ranggleichen Sanitätsoffizierdienstgrade sind die nach Approbationsrichtung und Uniformträgerbereich unterschiedlich lautenden Dienstgrade Oberstarzt, Oberstapotheker und Oberstveterinär bzw. Flottenarzt und Flottenapotheker (erste drei Dienstgradbezeichnungen für Heeres- und Luftwaffenuniformträger; letzten beiden Dienstgradbezeichnungen für Marineuniformträger). In den Streitkräften der NATO ist der Oberst zu allen Dienstgraden mit dem NATO-Rangcode OF-5 äquivalent.
Im Sinne der ZDv 14/5 und der Anordnung des Bundespräsidenten ist der Oberst bzw. Kapitän zur See über dem rangniedrigeren Oberstleutnant bzw. Fregattenkapitän und unter dem ranghöheren Brigadegeneral bzw. Flottillenadmiral eingeordnet (erste Dienstgradbezeichnung jeweils für Heeres- und Luftwaffenuniformträger; zweite Dienstgradbezeichnung für Marineuniformträger). Die zum Oberstleutnant ranggleichen Sanitätsoffizierdienstgrade sind die nach Approbationsrichtung unterschiedlich lautenden Dienstgrade Oberfeldarzt, Oberfeldapotheker und Oberfeldveterinär bzw. Flottillenarzt und Flottillenapotheker (ersten drei Dienstgradbezeichnungen für Heeres- und Luftwaffenuniformträger; letzten beiden Dienstgradbezeichnungen für Marineuniformträger). Die zum Brigadegeneral ranggleichen Sanitätsoffizierdienstgrade sind die nach Approbation und Uniformträgerbereich unterschiedlich lautenden Dienstgrade Generalarzt und Generalapotheker bzw. Admiralarzt (ersten beiden Dienstgradbezeichnungen für Heeres- und Luftwaffenuniformträger; letzte Dienstgradbezeichnung für Marineuniformträger).
| Offizierdienstgrad |                                                                                                |                                                                           |
| Niedrigerer Dienstgrad |                                                                                                | Höherer Dienstgrad                                                        |
| Oberstleutnant Fregattenkapitän Oberfeldarzt Oberfeldapotheker Oberfeldveterinär Flottillenarzt Flottillenapotheker             | Oberst Kapitän zur See Oberstarzt Oberstapotheker Oberstveterinär Flottenarzt Flottenapotheker | Brigadegeneral Flottillenadmiral Generalarzt Generalapotheker Admiralarzt |
| Dienstgradgruppe: Mannschaften – Unteroffiziere o.P. – Unteroffiziere m.P. – Leutnante – Hauptleute – Stabsoffiziere – Generale |                                                                                                |                                                                           |

### Nationale Volksarmee bis 1990
In der Nationalen Volksarmee und den anderen bewaffneten Organen der Deutschen Demokratischen Republik war der Oberst der höchste Dienstgrad in der Dienstgradgruppe der Stabsoffiziere. Der Dienstgradinhaber musste Berufsoffizier sein und eine akademische Ausbildung erfolgreich abgeschlossen haben. Das Dienstgradabzeichen bestand aus geflochtenen silbernen Schnüren, auf denen drei Sterne befestigt waren. Die Untergrundfarbe bezeichnete die Zuordnung zu den Waffengattungen. Der dem Obersten entsprechende Dienstgrad der Volksmarine war Kapitän zur See. Der Dienstgrad war mit dem NATO-Rangcode OF-5 vergleichbar.
| Dienstgrad                |                         |                     |
| niedriger: Oberstleutnant | Oberst(Kapitän zur See) | höher: Generalmajor |

Waffenfarbe Oberst-Schulterstück, Tabelle rechts
- links: LaSK Panzertruppe = Rosa
- mitte: LSK/LV = Himmelblau
- rechts: „Zerntraler Militärmedizinischer Dienst“ = Dunkelgrün

### Reichsheer, Reichswehr und Wehrmacht bis 1945

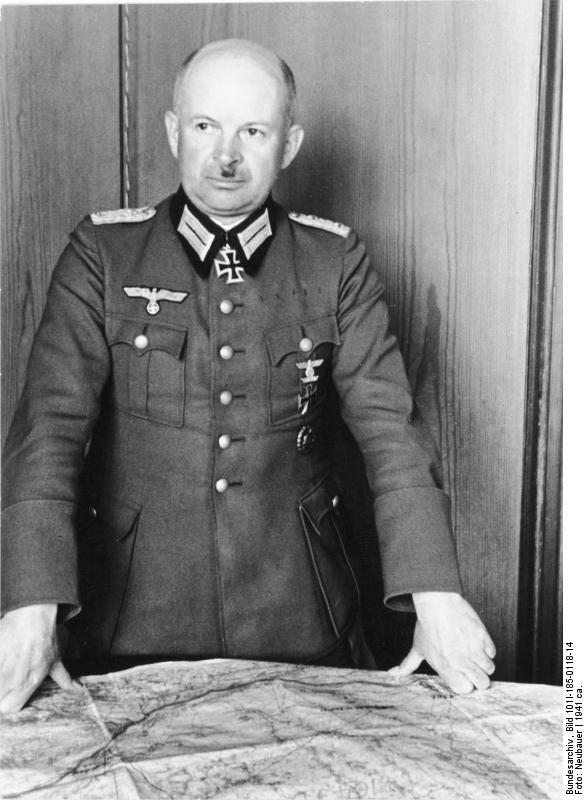
Oberst der Wehrmacht Kurt Zeitzler

In Reichsheer, Reichswehr und Wehrmacht war der Oberst der höchste Offiziersrang der Dienstgradgruppe der Stabsoffiziere. Im NS-Ranggefüge entsprach dieser Dienstgrad dem Kapitän zur See der Kriegsmarine beziehungsweise dem SS-Standartenführer.

Schulterstück Luftnachrichtentruppe
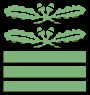
Ärmelabzeichen am Tarnanzug Heer
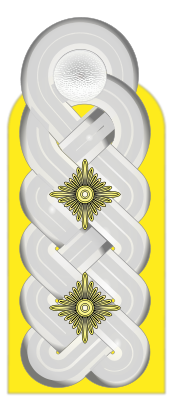
Schulterstück Nachrichtentruppe / Heer
Kragenspiegel Luftnachrichtentruppe
Ärmelabzeichen am Fliegerschutzanzug Luftnachrichtentruppe

| Dienstgrad                |                         |                     |
| niedriger: Oberstleutnant | Oberst(Kapitän zur See) | höher: Generalmajor |

## Brasilien
In Brasilien entspricht der Dienstgrad „Oberst“ dem Rang des Coronel im Heer. Dieser Rang steht über dem Tenente Coronel (deutsch: Oberstleutnant) und unter dem General de Brigada (deutsch: Brigadegeneral).
In der Luftwaffe steht der Coronel über dem Tenente Coronel (deutsch: Oberstleutnant) und unter dem Brigadeiro (deutsch: Brigadegeneral).
In der Marine ist das Äquivalent der Capitão de Mar e Guerra (deutsch: Kapitän zur See). Dieser Rang steht über dem Capitão de Fragata (deutsch: Fregattenkapitän) und unter dem Contra Almirante (deutsch: Konteradmiral).

## Frankreich

Colonel

In Frankreich entspricht der Dienstgrad „Oberst“ dem Rang des Colonel. Dieser Rang steht über dem Lieutenant-Colonel (deutsch: Oberstleutnant) und unter dem Général de brigade. Ein Colonel führt u. a. ein Regiment.
Der Rang des Colonels wurde 1534 eingeführt, doch bereits 1544 durch die Bezeichnung Mestre de camp ersetzt, um Verwechslungen mit der neu eingeführten Würde des Colonel Général de l'Infanterie Françoise &  Étrangère („Generaloberst der französischen und fremden Infanterie“) zu vermeiden. In Zeiten der vorübergehenden Vakanz des Postens des Colonel général, zwischen 1661 und 1721 sowie von 1730 bis 1780, erhielten die Regimentschefs erneut den Colonel-Titel. Mit Umwandlung der Infanterie-Regimenter in Halbbrigaden (demi-brigade), zwischen 1793 und 1803, trat an die Stelle der Colonels der Chef de brigade.
In der Kavallerie wurde der Colonel (als Regimentsinhaber und Regimentskommandeur) weiterhin als Mestre de camp bezeichnet. Ab 1793/94 bis 1803 wurde auch hier der Rang des Colonel bzw. Mestre de camp durch den Chef de brigade ersetzt, auch wenn in der Kavallerie – im Gegensatz zur Infanterie – die Bezeichnung Regiment beibehalten worden war. Danach lautete der Dienstgrad für beide Waffengattungen wieder Colonel.
War der Regimentsinhaber eine höhergestellte Persönlichkeit, die kein Interesse daran hatte, sein Regiment persönlich zu führen (z. B. der König), so überließ er das Kommando einem Colonel en second (oder auch Colonel-lieutenant) bzw. einem Mestre de camp en second (oder Mestre de camp-lieutenant)

## Österreich
Im österreichischen Bundesheer ist der zwischen Oberstleutnant und Brigadier stehende Oberst (Abkürzung: Obst) der fünfthöchste Offiziersdienstgrad (Verwendungsgruppe M BO 1 und M BO 2).

Weitere Dienstgradabzeichen Oberst
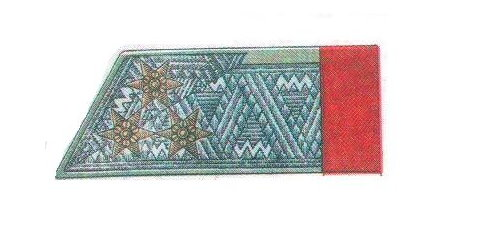
… k.u.k. Heer
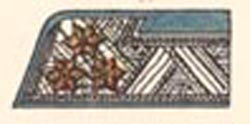
... k.u.k. Heer 1871
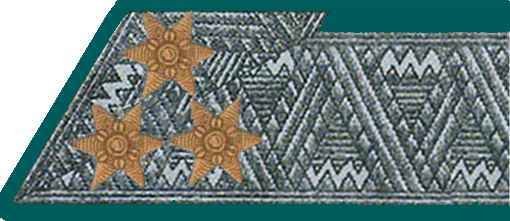
… k.k.
… Paroli k.k. Gebirgstruppe
… Paroli k.u.k. Armee
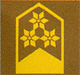
Feldanzug Bundesheer
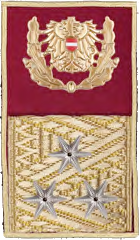
Aufschubschlaufe Bundespolizei

| Niedrigerer Dienstgrad Oberstleutnant                                                                                | Dienstgrad Oberst | Höherer Dienstgrad Brigadier |
| Einordnung: Rekruten – Chargen – Unteroffiziere – Offiziere Alle Dienstgrade auf einen Blick: Bundesheer-Dienstgrade |                   |                              |

Außerdem wird die Verwendungsbezeichnung Oberst für Leitende Beamte (E1) der Exekutive in Österreich, dazu gehören Bundespolizei und Justizwache, verwendet. Da es sich bei den genannten Wachkörpern um zivile Körperschaften handelt, die lediglich nach militärischem Muster organisiert sind, handelt es sich jedoch nicht um „Polizeioffiziere“, sondern sie führen lediglich Offiziersränge als Verwendungsbezeichnung.

## Russland
Der dem deutschen Dienstgrad Oberst entsprechende russische Dienstgrad ist der Polkownik (russische Schreibweise: Полковник). Der Polkownik wurde im zaristischen Russland zur Zeit Iwans IV. im 16. Jahrhundert eingeführt. Er hat sich noch in der Kaiserlich Russischen Armee bis 1917 bewahrt. In diesen Rang wurden im Allgemeinen Kommandeure militärischer Verbände mit Regimentsstatus eingewiesen. In der Roten Arbeiter- und Bauernarmee wurde die alte russische Rangbezeichnung Polkownik mit wechselnden Dienstgradabzeichen wieder eingeführt und seither beibehalten. Sowohl in den ehemaligen Armeen als auch im heutigen russischen Heer ist der Rang des Polkownik (OF-5) zwischen den dem deutschen Oberstleutnant und dem deutschen Generalmajor entsprechenden Dienstgraden angesiedelt.

## Schweiz
In der Schweizer Armee steht der Oberst oberhalb des Oberstleutnants und unter dem Brigadier. In Friedenszeiten ist er der vierthöchste Offiziersdienstgrad. In Auslandseinsätzen wird er als Colonel (Col) bezeichnet.
Der Oberst ist Kommandant eines Kommandos (Gren Kdo, Flpl Kdo), des Ingenieurstabes der Armee oder eines Flab-Clusters. Diese Formationen sind vergleichbar mit Regimentern. Als Stabsoffizier nimmt der Oberst in den Stäben des Heeres, der Luftwaffe und den Territorialregionen verschiedene Fachfunktionen wahr. In den Brigaden nimmt der Oberst (im Generalstab – i Gst) die Rolle des Kommandanten-Stellvertreters und/oder des Stabschefs wahr. In der Militärjustiz bekleiden die Präsidenten I der Militärgerichte den Rang eines Obersten. Das Dienstgradabzeichen zeigt bei der Schweizer Armee drei breite Streifen.
| Niedrigerer Grad Oberstleutnant | Offiziersgrad Oberst | Höherer Grad Brigadier |
| Einordnung: Mannschaften – Unteroffiziere – Höhere Unteroffiziere – Subalternoffiziere – Hauptleute – Stabsoffiziere – Höhere Stabsoffiziere – Oberbefehlshaber der Armee Alle Grade auf einen Blick: Grade der Schweizer Armee |                      |                        |

## Vereinigtes Königreich

Colonel der British Army
Group Captain der Royal Air Force
Captain der Royal Navy

Im Britischen Heer gibt es neben dem regulären Oberst (Colonel ([ˈkɜːnəl] oder [ˈkərnəl]), Kürzel Col), der häufig Kommandeur eines Regiments ist, auch den Colonel-in-Chief. Dieser entspricht dem deutschen Regimentschef. Häufig sind Angehörige der königlichen Familie Colonel-in-chief eines Regimentes.
So sind z. B. der britische König Charles III. Regimentschef der Welsh Guards, Andrew, Duke of York Ehrenoberst der Grenadier Guards, Anne, Princess Royal Ehrenoberst der Blues and Royals und William, Duke of Cambridge Ehrenoberst der Irish Guards.
Häufig wurden Generäle am Ende ihrer Karriere ehrenhalber Colonel of the Regiment desjenigen Regiments, zu dem sie in ihrer Dienstzeit eine besondere Beziehung hatten. So wurde Generalleutnant Drury Curzon Drury-Lowe 1892 Chef des 17th Lancers-Regiments, das er als Kommandeur 1879 in der Schlacht bei Ulundi angeführt hatte.
In der Royal Air Force ist die Entsprechung des deutschen Oberst dagegen der Group Captain (Anrede Captain, Kürzel Gp Capt). Der Group Captain hat wie der Army-Colonel und der Navy-Captain den zweithöchste Rang des Offizierskorps inne. In der Truppenhierarchie steht er über dem Wing Commander und unter dem Air Commodore. Sein NATO-Rangcode lautet OF-5.
In der Royal Navy hat der Captain (Capt) den entsprechenden OF-5-Rang inne. Er steht in der Truppenhierarchie über dem Commander und unter dem Commodore.
Anmerkung: In der British Army gibt es den Rang des Captain (Capt) ebenfalls, dieser bezieht sich jedoch auf einen Offizier des NATO-Rangcodes OF-2, also einen Offizier mit deutlich kleinerem Verantwortungsbereich. Die deutsche Entsprechung hierfür ist ein Hauptmann.

## Vereinigte Staaten

Colonel U.S. Army
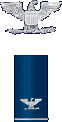
Colonel U.S. Air Force

In den Streitkräften der Vereinigten Staaten ist der dem deutschen Oberst entsprechende Dienstgrad der Colonel ([ˈkɜːnəl] oder [ˈkərnəl]) und wird in der US Army, der Air Force und dem Marine Corps verwendet. In der Truppenhierarchie steht der Colonel über dem Lieutenant Colonel (entspricht im Deutschen dem Oberstleutnant) und unter dem Brigadier General (Brigadegeneral). In Anlehnung an den stilisierten Adler seines Dienstgradabzeichens wird der Colonel im US-Militärjargon gelegentlich auch als „full bird“ (frei übersetzt: ‚ausgewachsener Vogel‘) bzw. „full bird Colonel“ bezeichnet.
Operativ führt ein Colonel eine Brigade mit sechs bis sieben Bataillonen und damit 3.000 bis 4.000 Soldaten. Die US-Soldstufe eines Colonels ist O-6, der NATO-Rangcode OF-5.

## Weitere Streitkräfte
In der Schweizergarde ist der Oberst durch die enge Verbundenheit zur Schweizer Armee ebenfalls ein Rang. In den italienischen Streitkräfte ist der colonnello vergleichbar. In den niederländischen Streitkräften entspricht er dem kolonel. Die portugiesische und spanische Variante lautet coronel. In den dänischen und norwegischen Streitkräften lautet der dem deutschen Oberst entsprechende Dienstgrad oberst.